# Parti social républicain
Le Parti social républicain (en khmer : គណបក្សសង្គមសាធារណរដ្ឋ, Sangkum Sathéaranakrâth) était un parti politique cambodgien fondé par Lon Nol en juin 1972.